# クミスクチン

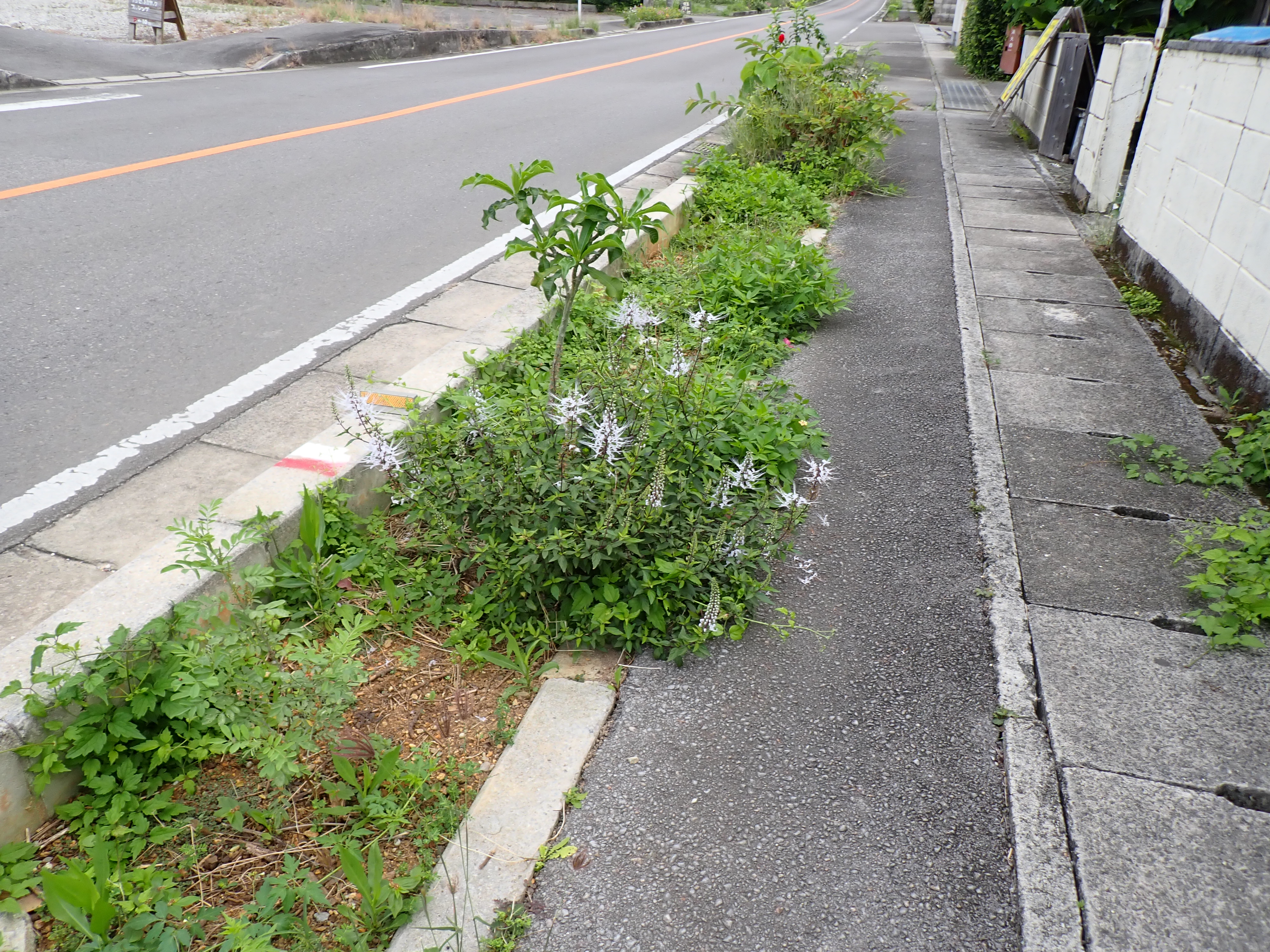
道端のクミスクチン
（沖縄県石垣市内）

クミスクチン（別名：ネコノヒゲ、学名：Orthosiphon aristatus）はシソ科オルトシフォン属の多年草。
和名はマレー語（Kumis Kuching、猫のヒゲ）に由来し、英名のCat's whiskersも同義。

## 特徴
茎は方形で直立し、高さ0.4–1mに達する。葉は対生し、長い菱形で長さ4–9cm。葉縁には鈍く粗い鋸歯がある。花序は長さ約10cm。花は白色または品種により淡桃色で唇型。雄しべや雌しべが長く伸びる花の形状は猫のヒゲを思わせる。耐寒性は無いため冬に枯れることが多く、日本では一年草として扱われることもある。

## 分布
中国南部、東南アジア、南アジア、オーストラリア北部などの熱帯原産。沖縄県へは稲嶺一郎が1963年頃にインドネシアから導入後、栽培が広まった。

## 利用
本州の植物園や温室において展示され、種苗店等でも苗が市販されている。沖縄県内では庭園や路側の花壇などに植栽され、多く見かける。また、「クミスクチン茶」の名称で健康茶として利用されている。ポリフェノール類のロスマリン酸やコーヒー酸、O-メチル化フラボノイドのシネンセチン、配糖体のオルトシフォニンなどを含むとされる。